# Ugo il Nero di Borgogna
Ugo detto il Nero (891 circa – Besançon, 17 dicembre 952) fu duca di Borgogna, dal 923, conte di Mâcon, dal 927, conte di Auxerre, dal 936 e conte di Troyes, dal 936, alla sua morte.

## Origine
Figlio secondogenito del conte di Autun, conte di Auxerre, primo duca dei Burgundi prima col titolo di marchese e poi col titolo di duca di Borgogna ed infine conte di Troyes, Riccardo di Autun detto il Giustiziere (figlio di Bivin di Vienne, a sua volta genero di Bosone il Vecchio) e di Adelaide (?-dopo il 14 luglio 929) figlia del conte di Auxerre e di Borgogna, Corrado II detto il Giovane, della famiglia dei Welfen e di Waldrada.

## Biografia

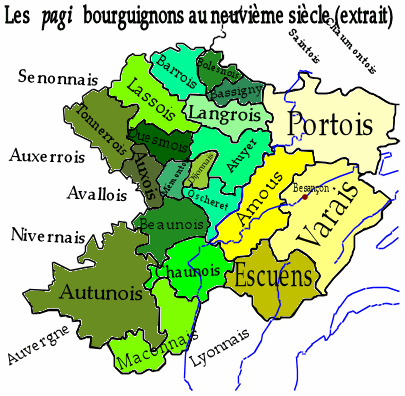
Circoscrizioni territoriali della Borgogna, nel IX secolo

Già con il padre in vita, Ugo governava le diocesi di Besançon e di Lione e, già prima del 914, era conte nei territori ad oriente della Saona, che poi faranno parte della Franca Contea.
Ugo viene citato nel documento N° 223 del Recueil des Chartes de Cluny, datato 920, inerente ad una donazione fatta da suo cugino, l'imperatore, Ludovico il Cieco, che lo definisce illustre conte e marchese, suo parente fedele (Hugo inclitus comes et marchio, nosterque fidelis et propinquus).
Alla morte del padre, nel 921, il fratello Rodolfo, che era subentrato al padre nel titolo di duca di Borgogna, lo confermò.
Nel 923 il fratello, Rodolfo, venne eletto re di Francia e Ugo gli subentrò nel titolo di duca di Borgogna.
In un documento del 18 gennaio 926, il N° 256 del Recueil des Chartes de Cluny, in cui una certa Bertagia reclama, presso il re dei Franchi occidentali, suo fratello, Rodolfo, per un'eredità Ugo, ricordato come figlio di Riccardo, viene citato come testimone assieme al fratellastro, Gebuino.
Ugo ("Huguone aliis quoque filiis meis") assieme ai fratelli, Rodolfo (Rodulfo rex filio meo) e Bosone (Bosone aliis quoque filiis meis) vengono citati, come garanti, nel documento N° 379, datato 14 giugno 929, dei Recueil des Chartes de Cluny, in cui la madre, la contessa Adelaide, sorella del re (di Borgogna Transgiurana) Rodolfo, vedova di Riccardo di Borgogna, fa dono di un monastero, con le sue dipendenze, all'abbazia di Cluny.
Nel 931, circa tre anni dopo la morte del predecessore, il duca di Aquitania, Alfredo, il fratello, Rodolfo, gli riconobbe il titolo di Conte di Mâcon; la contea era già controllata da Ugo, che in realtà aveva concesso il potere sulla contea ad Alberico I.
Sempre nel 931, in un documento del 1º luglio, suo fratello Rodolfo, lo cita come ("Hugonis frater meus dulcissimus").
I suoi rapporti con il duca di Francia e conte di Parigi, Ugo il Grande, non furono mai buoni e Ugo il Nero, dopo la morte, nel gennaio del 936, del fratello Rodolfo, si dovette difendere da Ugo il Grande che, non solo non appoggiò la sua candidatura a re dei Franchi occidentali, ma avrebbe anche voluto sottrargli parte dei feudi. Infatti, subito dopo l'elezione (19 giugno 936) a re di Francia di Luigi IV d'Oltremare, Ugo il Grande cercò di indurre il re, che era suo nipote, a contestare a Ugo il Nero, che aveva rifiutato di riconoscere re Luigi IV, il ducato di Borgogna, ed insieme marciarono su Langres e Auxerre, occupandole. Ugo il Nero dovette cedere a Ugo il Grande le contee di Langres, Troyes e Sens.
Il 1º settembre 936, Ugo fece una donazione, per le anime dei suoi genitori, Riccardo e Adelaide.
In quello stesso anno ricevette il titolo di conte di Provenza, che era un titolo puramente nominale in quanto la Provenza, dal 933 faceva parte del regno di Arles governato da Rodolfo II di Borgogna.
Nel 938, secondo lo storico francese, Christian Settipani Ugo riconobbe re dei Franchi occidentali Luigi IV, che nel frattempo aveva perso l'appoggio della nobiltà, che guidata da Ugo il Grande e dal cognato e contemporaneamente zio, Erberto II di Vermandois, attaccarono e assediarono Reims, che occuparono, nel 940, poi assediarono Laon ed infine, nelle Ardenne sconfissero Luigi IV, che dovette rifugiarsi, sino al 941, presso Ugo il Nero, nel ducato di Borgogna.
Nel 943, alla morte di Erberto II, Ugo il Nero rientrò in possesso della contea di Troyes, ma Ugo il Grande ottenne da Luigi IV la signoria sull'intera Borgogna e Ugo il Nero divenne suo vassallo.
Il rapporto di Ugo il Nero con Luigi IV rimase buono come dimostra il documento di donazione N° 688 dei Recueil des Chartes de Cluny, datato 1º luglio 946, in cui Ugo il Nero, ricordato come duca dei burgundi, viene citato col duca dei franchi, Ugo il Grande ("nostri principes, Hugo, videlicet dux Francorum, et alter Hugo dux scilicet Burgundionum").
Secondo il Chronicon Floriacensi morì nel corso del 952; nella contea di Troyes e nel ducato di Borgogna, gli succedette il cognato, marito della sorella Ermengarda, Gilberto di Châlon; mentgre la contea di Mâcon, rimase al figlio di Alberico I, Letaldo II di Mâcon, che la stava già governando.

## Discendenza
Ugo ebbe una moglie di cui non si conoscono né il nome né gli ascendenti, da cui ebbe una figlia di cui non si conosce il nome.

### Fonti primarie
- (LA)  Monumenta Germaniae Historica, Scriptores, tomus III.
- (LA)  Recueil des Chartes de Cluny, tomus I.
- (LA)  Rerum Gallicarum et Francicarum Scriptores, tomus VIII.

### Letteratura storiografica
- Louis Halphen, Francia: gli ultimi Carolingi e l'ascesa di Ugo Capeto (888-987), in «Storia del mondo medievale», vol. II, 1979, pp. 636–661
- (FR)  Histoire de Mâcon du IXème au XIIIème.